# بني آدم شو (برنامج)
بني آدم شو هو برنامج كوميدي قدمه الممثل أحمد آدم من إخراج رشا يحيى وإنتاج تلفزيون الحياة وشركة فيردي، يتناول فيه آدم قصص وموضوعات بعضها حقيقي وبعضها الأخر مؤلف ولكنه مستوحى من الواقع، يطرحها آدم بشكل ساخر وكوميدي في إطار هادف وينتهي بمغزى، ويستضيف البرنامج في كل حلقة ضيف يشارك آدم برأيه، وقد تناولت الحلقات موضوعات عدة مثل البطالة والحسد والبخل والثانوية العامة في مصر والسينما والأزمة المالية العالمية ومشكلات المواطنين وبعض العادات والتقاليد الموروثة.
الجزء الثاني
أنتج جزء آخر من البرنامج بمدة أقصر (مدته 10 دقائق) تحدث فيه آدم على بعض المواقف الكوميدية والتصرفات الخاطئة التي تحدث في شهر رمضان مثل البخل وقطع الأرحام واستغلال الناس والتواكل وغيرها.

## رمضان 1432
قدم الفنان أحمد آدم نسخة جديدة من البرنامج في رمضان 1432 الموافق أغسطس 2011، وتناول فيه التجربة التركية النهضوية وأستشهد بالحلول المختلفة التي قامت بها تركيا للتغلب على الكثير من المشكلات التي تواجه المجتمع المصري خصوصاً والعربي عموماً.